# Manuel García (beisbolista)
Manuel García (28 de diciembre de 1905, Villa Clara, Cuba - 13 de abril de 1995, Caraballeda, Venezuela), más conocido como Cocaína García, fue un pitcher cubano. Participó en las ligas de béisbol de Cuba, Venezuela, República Dominicana y México, además de jugar en las Ligas Negras de Estados Unidos.

## Carrera

### Inicios
Inicia jugando los fines de semana en el Central Washington donde impresiona por los lanzamientos que realiza, posteriormente un promotor conocido como Miguelito “El Jabao”, lo lleva a Santiago de Cuba, iniciándose de esa manera en el béisbol semiprofesional. 

### Liga venezolana
Disputó la primera temporada de la liga con Magallanes en la temporada 1945-46, siendo este su único equipo en la liga venezolana. Sin embargo, es uno de los principales protagonistas de la liga semiprofesional, primera división, que antecedió a esta, juega durante ocho años en tierras venezolanas entre 1932 y 1944. En ese plazo, lideró el circuito en ponches, juegos completos y victorias cuatro veces, y el promedio de carreras limpias en dos ocasiones, además logra un título de bateo, tres lideratos en carreras impulsadas y dos en hits conectados. 
En 2007 fue exaltado al Salón de la fama y museo del béisbol venezolano. Cocaína, también es miembro del salón de la fama del béisbol cubano.

## Vida personal
Fue padre de Fidel García (2B), Manuel García (hijo) (IF), y abuelo de Carlos Julio García (2B), este último nacido en Venezuela.